# Manduca clarki
Manduca clarki är en fjärilsart som beskrevs av Walter Rothschild och Karl Jordan 1916.
Manduca clarki ingår i släktet Manduca och familjen svärmare. Inga underarter finns listade i Catalogue of Life. Vingspannet är mellan 45 och 50 millimeter. Arten är känd från Brasilien, Ecuador, Peru och Bolivia.